# Rudolf Hesse (Maler)

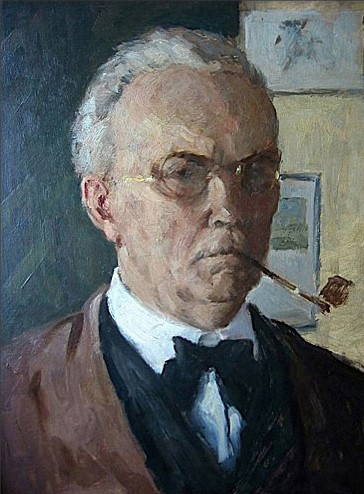
Selbstporträt

Rudolf Hesse (* 13. Juli 1871 in Saarlouis; † 22. Mai 1944 in München) war ein deutscher Maler und Grafiker. Hesse bevorzugte Ölmalerei und Aquarelle, bei Zeichnungen arbeitete er mit Feder, Bleistift, Kohle und Kreide, in seinen grafischen Arbeiten nutzte er Radierung, Kaltnadel und Vernis mou.

## Leben
Hesse war der Sohn des Kaufmanns Michael Hesse und erhielt zunächst eine kaufmännische Ausbildung. Von 1896 bis 1901 studierte er bei Nikolaus Gysis an der Königlich-Bayerischen Akademie der Bildenden Künste in München. Gemeinsam mit Malern, Juristen, Offizieren und Geschäftsleuten gehörte Hesse dem Kreis Die Niederländer und nannte sich in der dort üblichen Abwandlung der Namen „Van der Huye“. 1901 und 1905 folgten Studienaufenthalte in Paris. Dort schrieb sich Hesse im Mai 1901 im Louvre ein, um Le Christ au tombeau von Jusepe de Ribera zu kopieren. 1906 folgte die Rückkehr nach München. Am 8. August 1908 heiratete Hesse die Malerin Felicitas Tillessen (* 16. April 1886), aus der Ehe gingen drei Kinder hervor, Lilly (* 1909), Werner (* 1910; † 1945; Maler und Illustrator) und Renate (* 1912). Nach dem Umzug nach Koblenz im Jahr 1910 eröffnete Hesse dort eine Malschule. 1912 zog die Familie zurück nach München, wo Hesse mit seiner Familie bis zu seinem Tod lebte.

## Werk
Hesse war seit 1916 ordentliches Mitglied der Münchner Künstlergenossenschaft und Mitglied der ihr angehörenden Gruppe „48“.
In der NS-Zeit, zunächst für seine Bildnisse geschätzt, erregten seine gesellschaftskritischen Bilder Missfallen, das Bild „Der Tod als Schachspieler“ wurde beschlagnahmt und vernichtet, seine Karikaturen verboten.
In Zusammenarbeit mit dem Drucker Heinrich Graf entstanden druckgraphische Mappenwerke. Auch Gebrauchsgraphik, Exlibris, Werbeentwürfe sind Teil seines Schaffens.
Karikaturen nehmen einen großen Teil seines Werkes ein. Hesse arbeitet für Zeitschriften (Fliegende Blätter, Die Jugend, Kladderadatsch, Simplicissimus, Velhagen & Klasings Monatshefte) und Buch-Verlage, für die er Illustrationen schafft. 1903 erschien das von Hesse illustrierte Kinderbuch „Fritz und Heinrich“ von Georg Friedemann, 1912 dann „Spaß muß sein“ (Piper & Co-Verlag München), ein Album mit 80 Federzeichnungen, das seinen Ruf als Zeichner und Karikaturist begründete. Manche Bilder sind eine Verbeugung vor Van Dyck oder Rembrandt, wie in einem Bild der Kreuzigung, in dem Licht den Gekreuzigten umstrahlt, umgeben von Dunkel, doch es sind eigene Schöpfungen. Genreszenen erinnern an die holländische Genremalerei.

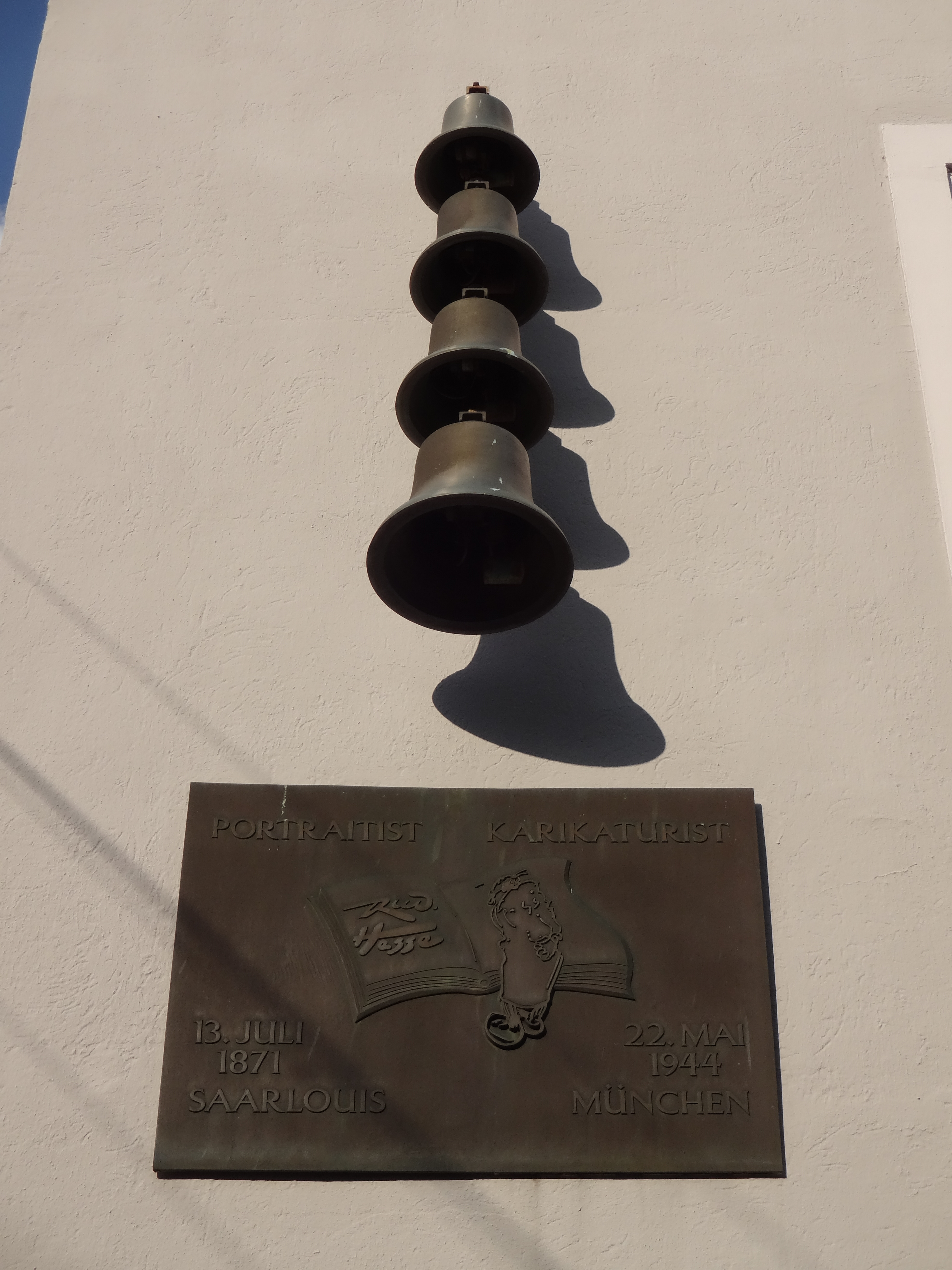
Gedenktafel für Hesse in seiner Geburtsstadt Saarlouis

Hesse konzentrierte sich in seinen Werken auf den Menschen, schuf Bildnisse, Genreszenen, Rokokoszenen, religiöse Bilder (Kreuzigung, Abendmahl, Prozessionen) und zeitkritische Darstellungen ebenso wie Stillleben.

## Ausstellungen
Einzelausstellungen (Auswahl)
- 1905: Kunstverein Augsburg (1905)
- 1916: Glaspalast München
- 1917: Kunstverein München
- 1922: Galerie Heinemann München
- 1928: Schlesisches Museum Gleiwitz
- 1980 und 1988: Städtisches Museum Saarlouis
- 2009 Museum Haus Ludwig für Kunstausstellungen Saarlouis
- 2010 Kunstmuseum Bayreuth, Ausstellung im Neuen Rathaus unter dem Motto „Spass muss sein“

Gruppenausstellungen
- 1912: Kunstverein München
- 1913: Kunsthalle Leipzig
- 1916 und 1918: Münchener Künstler-Genossenschaft im Glaspalast München
- 1979: Stadtmuseum München

## Werke in öffentlichen Sammlungen
Werke von Rudolf Hesse sind unter anderem in Bautzen im Städtischen Museum, in der Berliner Nationalgalerie, in der Staatlichen Kunsthalle in Karlsruhe, in Ludwigshafen im Wilhelm-Hack-Museum und in München in der Bayerischen Staatsgemäldesammlung, im Lenbachhaus und im Stadtmuseum ausgestellt. Weitere Bilder finden sich im Saarlandmuseum in Saarbrücken, im Städtischen Museum Saarlouis und im Museum am Dom in Würzburg.